# Rhoptria exculta
Rhoptria exculta là một loài bướm đêm trong họ Geometridae.